# 米哈伊利夫卡 (阿納尼伊夫市鎮)
47°49′49″N 29°58′35″E / 47.83028°N 29.97639°E
米哈伊利夫卡（烏克蘭語：Михайлівка）是位於烏克蘭西南部的村莊，由敖德萨州波季利斯克区的阿南伊夫市鎮負責管轄。該村始建於1823年，面積1.99平方公里，海拔高度202米，2001年人口366，人口密度每平方公里183.92人。